# Championnat de Nouvelle-Zélande de football 2017-2018
Navigation
Saison précédente Saison suivante
La saison 2017-2018 du Championnat de Nouvelle-Zélande de football est la 49e édition du championnat de première division en Nouvelle-Zélande et la 14e édition du New Zealand Football Championship. Le NZFC (rebaptisé depuis 2017 ISPS Handa Premiership, du nom de son sponsor), regroupe dix clubs du pays au sein d'une poule unique, où ils s'affrontent deux fois au cours de la saison, à domicile et à l'extérieur. À la fin de la compétition, les quatre premiers du classement disputent la phase finale pour le titre. Le championnat fonctionne avec un système de franchises, comme en Australie ou en Major League Soccer; il n'y a donc ni promotion, ni relégation en fin de saison.
Deux places qualificatives pour la Ligue des champions sont attribuées : une pour le premier du classement à l'issue de la saison régulière et une pour le vainqueur de la finale nationale. Si un club termine en tête du classement puis remporte la finale, c'est le deuxième du classement de la saison régulière qui reçoit son billet pour la Ligue des champions.
Initialement prévu le 22 octobre, le début de la saison a lieu le 15 octobre avec un match avancé de la 8e journée. Ceci est dû à la participation d'Auckland City FC à la Coupe du monde des clubs de la FIFA 2017. Le match de la 7e journée de cette équipe est également décalé pour cette raison. Le match de la 4e journée entre Wellington Phoenix Reserve et Canterbury United est reporté, l'équipe nationale jouant le même jour à Wellington son match de barrage intercontinental pour la coupe du monde 2018. La plupart des matchs se déroulent le samedi ou le dimanche, exceptionnellement le vendredi ou le lundi.

## Clubs participants
| Équipe                     | Ville             | Stade                 | Capacité | Entraineur       |
| -------------------------- | ----------------- | --------------------- | -------- | ---------------- |
| Auckland City FC           | Auckland          | Kiwitea Street        | 3 250    | Ramon Tribulietx |
| Canterbury United          | Christchurch      | ASB Football Park     | 9 000    | Willy Gerdsen    |
| Eastern Suburbs            | Panmure, Auckland | Bill Mc Kinley Park   | 5 000    | Danny Hay        |
| Hamilton Wanderers         | Hamilton          | Porritt stadium       | 5 000    | Ricki Herbert    |
| Hawke's Bay United         | Napier            | Bluewater Stadium     | 5 000    | Brett Angell     |
| Southern United            | Dunedin           | Forsyth Barr Stadium  | 30 748   | Paul O'Reilly    |
| Tasman United              | Nelson            | Trafalgar Park        | 18 000   | Davor Tavich     |
| Team Wellington            | Wellington        | David Farrington Park | 1 500    | Jose Figuiera    |
| Waitakere United           | Waitakere         | Fred Taylor Park      | 2 500    | Chris Milicich   |
| Wellington Phoenix Reserve | Wellington        | Newton Park           | 5 000    | Chris Greenacre  |

## Compétition

### Première phase

#### Classement[1]
Le barème utilisé pour établir le classement est le suivant :
- Victoire : 3 points
- Match nul : 1 point
- Défaite : 0 point

| Rang | Équipe                     | Pts | J  | G  | N | P  | Bp | Bc | Diff |
| ---- | -------------------------- | --- | -- | -- | - | -- | -- | -- | ---- |
| 1    | Auckland City FC           | 40  | 18 | 12 | 4 | 2  | 41 | 12 | +29  |
| 2    | Team WellingtonT           | 37  | 18 | 11 | 4 | 3  | 39 | 20 | +19  |
| 3    | Canterbury United          | 36  | 18 | 11 | 3 | 4  | 35 | 20 | +15  |
| 4    | Eastern Suburbs            | 32  | 18 | 10 | 2 | 6  | 37 | 24 | +13  |
| 5    | Southern United            | 24  | 18 | 6  | 6 | 6  | 28 | 27 | +1   |
| 6    | Tasman United              | 23  | 18 | 6  | 5 | 7  | 34 | 39 | -5   |
| 7    | Waitakere United           | 19  | 18 | 5  | 4 | 9  | 30 | 34 | -4   |
| 8    | Hawke's Bay United         | 19  | 18 | 5  | 4 | 9  | 21 | 36 | -15  |
| 9    | Wellington Phoenix Reserve | 15  | 18 | 4  | 3 | 11 | 27 | 53 | -26  |
| 10   | Hamilton Wanderers         | 6   | 18 | 1  | 3 | 14 | 23 | 50 | -27  |

|  | Qualification pour la phase finale et la Ligue des champions de l'OFC 2019 |
|  | Qualification pour la phase finale                                         |
|  | T : Tenant du titre                                                        |

#### Résultats
| Résultats (▼dom., ►ext.) | AC  | CU  | ES  | HW  | HBU | SU  | TU   | TW  | WU  | WPR |
| Auckland City FC         |     | 3-1 | 1-0 | 6-0 | 5-0 | 1-1 | 0-3* | 0-0 | 2-2 | 4-0 |
| Canterbury United        | 0-2 |     | 3-2 | 3-0 | 3-0 | 2-1 | 0-1  | 0-0 | 1-1 | 3-2 |
| Eastern Suburbs          | 0-2 | 1-2 |     | 2-1 | 1-2 | 2-0 | 3-0  | 2-1 | 2-1 | 2-2 |
| Hamilton Wanderers       | 0-1 | 0-1 | 3-5 |     | 0-1 | 2-2 | 1-4  | 1-3 | 2-4 | 1-2 |
| Hawke's Bay United       | 0-3 | 1-2 | 2-0 | 2-2 |     | 1-3 | 1-1  | 1-1 | 1-3 | 0-0 |
| Southern United          | 2-2 | 0-2 | 0-1 | 3-1 | 2-1 |     | 2-4  | 1-3 | 1-0 | 4-0 |
| Tasman United            | 0-1 | 0-6 | 2-2 | 4-4 | 5-2 | 2-2 |      | 1-4 | 0-0 | 0-2 |
| Team Wellington          | 3-1 | 2-0 | 1-3 | 3-2 | 2-1 | 0-0 | 2-1  |     | 4-1 | 4-1 |
| Waitakere United         | 0-5 | 1-1 | 0-2 | 1-2 | 1-2 | 1-2 | 5-3  | 2-1 |     | 2-3 |
| Wellington Phoenix Res.  | 0-2 | 3-5 | 1-7 | 3-1 | 2-3 | 2-2 | 2-3  | 2-5 | 0-5 |     |

Nota: Le match Auckland City-Tasman United s'est achevé sur le score de 3-1 en faveur d'Auckland, mais Tasman United bénéficie d'une victoire par forfait, Auckland City ayant aligné un joueur non qualifié.

### Phase finale
|  | Demi-finales          | Demi-finales          | Demi-finales    | Demi-finales    |               |               | Finale       | Finale       | Finale       | Finale       |
|  |                       |                       |                 |                 |               |               |              |              |              |              |
|  | 24 mars 2018          | 24 mars 2018          | 24 mars 2018    | 24 mars 2018    |               |               | 1 avril 2018 | 1 avril 2018 | 1 avril 2018 | 1 avril 2018 |
|  | (1) Auckland City     | (1) Auckland City     | 4               | 4               |               |               | 1 avril 2018 | 1 avril 2018 | 1 avril 2018 | 1 avril 2018 |
|  | (1) Auckland City     | (1) Auckland City     | 4               | 4               |               |               | 1 avril 2018 | 1 avril 2018 | 1 avril 2018 | 1 avril 2018 |
|  | (4) Eastern Suburbs   | (4) Eastern Suburbs   | 0               | 0               |               |               | 1 avril 2018 | 1 avril 2018 | 1 avril 2018 | 1 avril 2018 |
|  | (4) Eastern Suburbs   | (4) Eastern Suburbs   | 0               | 0               | Auckland City | Auckland City | 1            | 1            |              |              |
|  | 25 mars 2018          |                       |                 |                 | Auckland City | Auckland City | 1            | 1            |              |              |
|  |                       |                       | Team Wellington | Team Wellington | 0             | 0             |              |              |              |              |
|  | (2) Team Wellington   | (2) Team Wellington   | Team Wellington | Team Wellington | 0             | 0             | 1            | 1            |              |              |
|  | (2) Team Wellington   | (2) Team Wellington   |                 |                 |               |               |              | 1            |              |              |
|  | (3) Canterbury United | (3) Canterbury United | 0               | 0               |               |               |              |              |              |              |
|  | (3) Canterbury United | (3) Canterbury United | 0               | 0               |               |               |              |              |              |              |

#### Demi-finales
| 24 mars 2018       | Auckland City                                      | 4 - 0 | Eastern Suburbs | Kiwitea Street, Auckland     |                              |
| 14:05 heure locale | Tade 57e (pen.) 87e · McCowatt 71e · Wilkins 90+1e | (0-0) |                 | Arbitrage : Nicholas Waldron | Arbitrage : Nicholas Waldron |

| 25 mars 2018       | Team Wellington | 1 - 0 | Canterbury United | David Farrington Park, Wellington |                        |
| 14:05 heure locale | Kayara 27e      | (1-0) |                   | Arbitrage : Cory Mills            | Arbitrage : Cory Mills |

#### Finale
| 1er avril 2018     | Auckland City | 1 - 0 | Team Wellington | QBE Stadium, North Shore                            |                                                     |
| 16:35 heure locale | McCowatt 83e  | (0-0) |                 | Spectateurs : 2 196 Arbitrage : Campbell-Kirk Waugh | Spectateurs : 2 196 Arbitrage : Campbell-Kirk Waugh |

## Bilan de la saison
| Championnat de Nouvelle-Zélande de football 2017-2018 |                          |
| Champion                                              | Auckland City (7e titre) |
| Qualifications continentales                          |                          |
| Ligue des champions de l'OFC 2019                     | Auckland City            |
| Ligue des champions de l'OFC 2019                     | Team Wellington          |